# One Life (Glen Vella-dal)
A One Life (magyarul: Egy élet) egy popdal, mely Máltát képviselte a 2011-es Eurovíziós Dalfesztiválon. A dalt a máltai Glen Vella adta elő angol nyelven.
A dal a 2011. február 12-én rendezett máltai nemzeti döntőn nyerte el az indulás jogát. A döntőben a nézői szavazatok alapján első, az öttagú zsűri pontjai alapján második helyen végezve zárt összesítésben az élen a tizenhat fős mezőnyben.
A dal társszerzője, Paul Giordimania már korábban is résztvevője volt a dalversenynek. Az 1991-es Eurovíziós Dalfesztiválon Málta addigi legjobb eredményét elérve a hatodik helyen végzett.
Az Eurovíziós Dalfesztiválon a dalt először a május 10-én rendezett első elődöntőben adták elő, a fellépési sorrendben tizenegyedikként, a finn Paradise Oskar Da da dam című dala után, és a san marinói Senit Stand By című dala előtt. Az elődöntőben 54 ponttal a tizenegyedik helyen végzett, egyetlen ponttal lemaradva a május 14-i döntőbe való továbbjutásról. Máltának sorozatban másodszor nem sikerült továbbjutnia.